# فضيلة المبشر
فضيلة المبشر (3 نوفمبر 1973 -)، ممثلة بحرينية.

## عن حياتها
قدمت خلال مسيرتها الفنية العديد من الأعمال التلفزيونية من مسلسلات وسهرات عدة وبعض من الأعمال المسرحية. بدأت بالعمل الفني عام 1991 بمشاركتها في الأدوار الصغيرة، لمعت بالأدوار لاحقًا بمشاركتها بأعمال سواء في بلدها البحرين أو دول الخليج بشكل عام. وفي عام 2001 ارتدت الحجاب ثم اعتزالها التمثيل في عام 2009.

## أعمالها

### في المسرح
| سنة الإنتاج | المسرحية         | بمشاركة                                |
| ----------- | ---------------- | -------------------------------------- |
|             | البنت والساحر    | عبد المحسن النمر، أنوار أحمد           |
| 1993        | حبوب الحبوب      | أحلام حسن، ناصر محمد                   |
| 1997        | ليلة عرس رشدان   | طارق العلي، يوسف بوهلول، جمعان الرويعي |
| 1997        | بيت خاص جداً      |                                        |
| 1999        | اللي يدري يدري   | طارق العلي، منى عبد المجيد             |
| 2003        | أحنا وياكم وياكم |                                        |

### في التلفزيون
| سنة الإنتاج | المسلسل                      | بمشاركة |
| ----------- | ---------------------------- | --- |
| 1992        | ملح وذهب                     | أحلام محمد، إبراهيم البنكي                                                                                 |
| 1992        | أوراق متساقطة                | محمد العلي، عبد المحسن النمر، إبراهيم جبر، سمير الناصر، فرح علي                                            |
| 1992        | عيال صابر                    | عبد المحسن النمر، سمير الناصر، سعيد قريش                                                                   |
| 1993        | الناس بيزات                  | إبراهيم الصلال، عبد العزيز جاسم، هدية سعيد، أحلام حسن                                                      |
| 1993 - 2011 | طاش ما طاش                   | عدة حلقت في الجزء العاشر والسابع                                                                           |
| 1994        | أولاد بو جاسم                | أحمد الصالح، إبراهيم الحربي، أنور أحمد، حسن رجب، سعاد علي                                                  |
| 1994        | أهل الديرة                   | علي السبع، سعيد قريش، جعفر الغريب، لطيفة المجرن                                                            |
| 1994        | رحلة صيد سهرة تلفزيونية      | محمد القباني، علي السبع                                                                                    |
| 1994        | تلفزيون صور الملون           | يوسف بو هلول، سمية الخنة، جمعان الرويعي                                                                    |
| 1994        | السراج                       | عبد الرحمن الخريجي، ناصر القصبي، لطيفة المجرن، سمية الخنة                                                  |
| 1995        | الأبواب - سهرة تلفزيونية     | لطيفة المجرن، سمير الناصر                                                                                  |
| 1995        | حامض حلو                     | علي السبع، لطيفة المجرن، سلوى بخيت، إبراهيم جبر، سمية الخنة، زينب العسكري                                  |
| 1995        | الهارب - حلقات منفصلة        | مجموعة من الممثلين                                                                                         |
| 1996        | آه يا سلمان - سهرة تلفزيونية | سعاد علي، لطيفة المجرن، جمعان الرويعي                                                                      |
| 1996        | خلك معي - الجزء الرابع       | محمد العلي، لطيفة المجرن                                                                                   |
| 1996        | عجايب زمان                   | سعد البوعينين، إبراهيم بحر، لطيفة المجرن، هدى سلطان                                                        |
| 1997        | القرار                       | علي السبع، عبد الرحمن العقل، عبد المحسن النمر، لطيفة المجرن، فرح علي                                       |
| 1997        | الوهم                        | محمد العلي، اسمهان توفيق، عبدالعزيز الحماد، عبدالله السناني، فايز المالكي                                  |
| 1997        | الكلمة الطيبة                | محمد ياسين، يوسف بوهلول، جمعان الرويعي، لطيفة المجرن، هدى سلطان                                            |
| 1997        | بحر الحكايات                 | إبراهيم بحر، يوسف بوهلول، عبد الله وليد، سعاد علي، فاطمة عبد الرحيم، زهرة عرفات                            |
| 1998        | عائلة أبو رويشد              | إبراهيم الصلال، خالد سامي، محمد العيسى، لطيفة المجرن، فاطمة عبد الرحيم، شيماء سبت                          |
| 1998        | تالي العمر                   | يوسف بوهلول، زينب العسكري، سعاد علي، شيماء سبت، في الشرقاوي                                                |
| 2000        | نيران                        | محمد المنصور، جاسم النبهان، عبد المحسن النمر، جمعان الرويعي، مريم زيمان، سعاد علي                          |
| 2002        | ليل البنادر                  | أحلام محمد، أنور أحمد، يوسف بوهلول، عبد الله وليد، جمعان الرويعي، ماجدة سلطان، شيماء سبت                   |
| 2002        | السحارة                      | عبد الرحمن الخطيب                                                                                          |
| 2003        | شريك الحياة                  | علي الغرير، لطيفة المجرن، فاطمة عبد الرحيم                                                                 |
| 2003        | وعاد قلبي إلى هناك           | محمد الجناحي، أسمهان توفيق، تركي اليوسف، نصر حماد، أميرة محمد                                              |
| 2003        | مر السنين                    | جاسم النبهان، محمد العجيمي، لطيفة المجرن، انتصار الشراح، فخرية خميس، شهاب جوهر، منى شداد                   |
| 2003        | أخوة الشر                    | محمد ياسين، يوسف بوهلول، سعاد علي، فاطمة عبد الرحيم، لطيفة المجرن، ابتسام العطاوي                          |
| 2004        | أبو العصافير                 | خالد سامي، محمد العيسى، لطيفة المجرن                                                                       |
| 2005        | صور من الحياة                | يوسف بوهلول، عبد الله وليد، جمعان الرويعي، مريم زيمان، لطيفة المجرن، أميرة محمد                            |
| 2005        | دروب                         | أحلام محمد، سعاد علي، جمعان الرويعي، لطيفة المجرن، شيماء سبت                                               |
| 2005        | مجاديف الأمل                 | عبد المحسن النمر، إبراهيم الحساوي، أحمد الجسمي، زهرة عرفات، هيفاء حسين، عبير الجندي، لمياء طارق، ماجد مطرب |
| 2005        | عذاري                        | زينب العسكري، قحطان القحطاني، أحمد السلمان، محمد العجيمي، خالد البريكي، منى شداد                           |

## روابط خارجية
- فضيلة المبشر على موقع قاعدة بيانات الأفلام العربية